# 호리 지카시게
호리 지카시게(일본어: 堀親寚, 1786년 8월 28일 ~ 1849년 1월 4일)는 에도 시대 후기의 다이묘, 노중격이다. 시나노 이다번 제10대 번주를 지냈다. 시나노 이다 번 호리가 제11대 당주. 호리의 다방면으로 살핌(堀の八方睨み)으로도 유명하다.
| 전임 호리 지카타미 | 제10대 시나노 이다번 번주 (호리가) 1796년 ~ 1846년 | 후임 호리 지카요시 |

| 전임 공석(다누마 오키마사) | 에도 막부 소바요닌 1841년 ~ 1845년 | 후임 공석(미즈노 다다히로) |